# Општина Шентјур
Општина Шентјур (словен. Šentjur) је једна од општина Савињске регије у држави Словенији. Седиште општине је истоимени град Шентјур.

## Природне одлике
Рељеф: Општина Шентјур налази се у источном делу Словеније, односно у јужном делу словеначке Штајерске. Општина се простире у источном делу Цељске котлине. Јужни и северни део општине је брдског карактера.
Клима: У општини умерено континентална клима.
Воде: Најважнији водоток у општини је речица Воглајна. Сви остали водотоци су мали и њене су притоке.

## Становништво
Општина Шентјур је средње густо насељена.

## Насеља општине
| - Безовје при Шентјурју - Бобово при Поникви - Болетина - Ботричница - Брдо - Брезје об Слому - Буковје при Сливници - Вејице - Везовје - Височе - Водице при Калобју - Водице при Сливници - Водруж - Водуле - Водуце - Воглајна - Врбно - Голобињек при Планини - Горица при Сливници - Горичица - Гробелно - Грушце - Добје при Лесичнем - Добовец при Поникви - Добрина - Доле - Долга Гора | - Доропоље - Драмље - Дробинско - Жегар - Загај при Поникви - Залог под Уршуло - Згорње Селце - Згорње Слемене - Златече при Шентјурју - Јакоб при Шентјурју - Јармовец - Јаворје - Јазбин Врх - Јазбине - Јелце - Калобје - Камено - Костривница - Кошница - Крајнчица - Кривица - Лазе при Драмљах - Лока при Жусму - Локарје - Локе при Планини - Лопаца - Лутрје | - Марија Добје - Окрог - Осредек - Острожно при Поникви - Паридол - Планина при Севници - Планинца - Планинска Вас - Планински Врх - Плетоварје - Подгај - Подград - Подлешје - Подлог под Бохорјем - Подпеч над Марофом - Подпеч при Шентвиду - Подвине - Пониква - Понквица - Прапретно - Примож при Шентјурју - Просенишко - Ракитовец - Разбор - Репно - Рифник - Селе | - Слатина при Поникви - Сливница при Цељу - Сотенско под Калобјем - Сподње Слемене - Сржевица - Стопче - Страшка Горца - Стража на Гори - Светелка - Тајхте - Тратна об Воглајни - Тратна при Гробелнем - Трно - Трновец при Драмљах - Тршка Горца - Турно - Унише - Хотуње - Храстје - Хрушевец - Хрушовје - Церовец - Чрнолица - Шедина - Шентјур - Шентвид при Планини - Шибеник |  |